# پرواز شماره ۹۴۵ ایران ایرتور
پرواز شماره ۹۴۵ ایران ایرتور یک پرواز مسافربری برنامه‌ریزی‌شده در تاریخ ۱۰ شهریور ۱۳۸۵ (۱ سپتامبر ۲۰۰۶ میلادی) از مبدا فرودگاه بندرعباس به مقصد فرودگاه مشهد بود که  در حین فرود در فرودگاه مشهد دچار سانحه شد و ۲۸ نفر جان باختند.
این هواپیما ۱۳۷ مسافر و ۱۱ خدمه داشت.